# Meijō Kōen (métro de Nagoya)
Meijō Kōen (名城公園駅, Meijō Kōen-eki) est une station du métro de Nagoya sur la ligne Meijō dans l'arrondissement de Kita à Nagoya.

## Situation sur le réseau
La station Meijō Kōen est située au point kilométrique (PK) 5,4 de la ligne Meijō.

## Histoire
La station a été inaugurée le 20 décembre 1971.

## Services aux voyageurs

### Accès et accueil
La station est ouverte tous les jours.

### Desserte

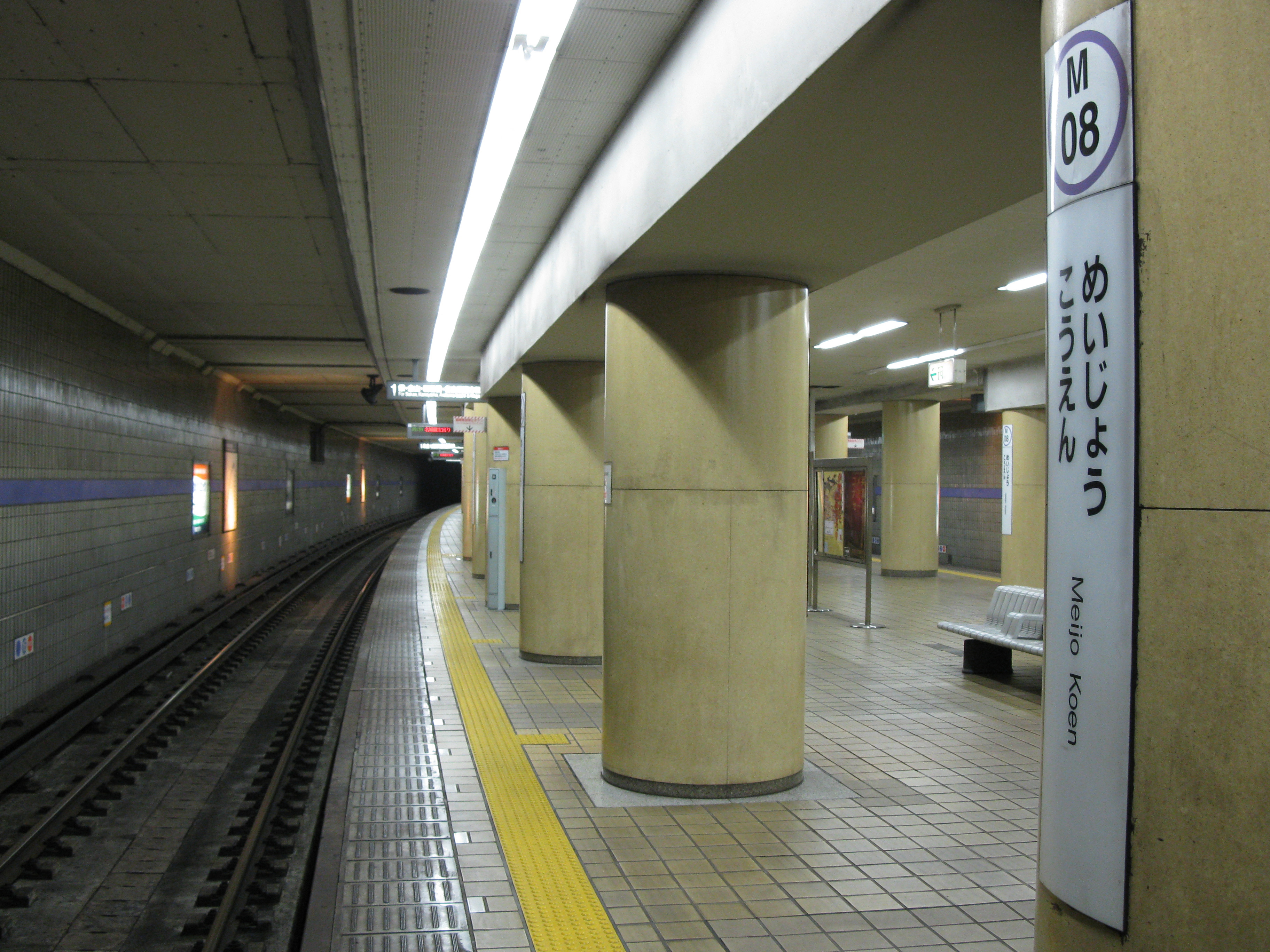
Vue du quai

- Ligne Meijō :
  - voie 1 : direction Aratama-bashi
  - voie 2 : direction Motoyama

## Dans les environs
- Parc Meijō